# Vicente Lucas
Vicente da Fonseca Lucas (Lourenço Marques, África Oriental Portuguesa,  24 de septiembre de 1935), más conocido como Vicente Lucas o simplemente Vicente, es un exjugador y exentrenador de fútbol portugués de origen africano, en lo que hoy es Mozambique. En su etapa como jugador profesional se desempeñaba como defensa. 
Su hermano mayor Matateu también fue futbolista, y fueron compañeros de equipo en el Belenenses.

## Selección nacional
Fue internacional con la selección de fútbol de Portugal en 20 ocasiones. Formó parte de la selección que obtuvo el tercer lugar en la Copa del Mundo de 1966, siendo incluido en el Equipo de las Estrellas.

### Participaciones en Copas del Mundo
| Mundial                        | Sede       | Resultado    | Partidos | Goles |
| ------------------------------ | ---------- | ------------ | -------- | ----- |
| Copa Mundial de Fútbol de 1966 | Inglaterra | Tercer lugar | 4        | 0     |

## Clubes

### Como jugador
| Club       | País     | Año       |
| ---------- | -------- | --------- |
| Belenenses | Portugal | 1954-1967 |

### Como entrenador
| Club       | País     | Año       |
| ---------- | -------- | --------- |
| Belenenses | Portugal | 1981-1982 |

## Palmarés

### Campeonatos nacionales
| Título           | Club       | País     | Año  |
| ---------------- | ---------- | -------- | ---- |
| Copa de Portugal | Belenenses | Portugal | 1960 |

### Distinciones individuales
| Distinción                                             | Año  |
| ------------------------------------------------------ | ---- |
| Parte del Equipo de las Estrellas de la Copa del Mundo | 1966 |

## Condecoraciones
| Distinción                                           | Año  |
| ---------------------------------------------------- | ---- |
| Medalla de Plata de la Orden del Infante Don Enrique | 1966 |